# Unité urbaine de Beaucaire
L'unité urbaine de Beaucaire est une unité urbaine française interdépartementale et interrégionale centrée sur Beaucaire, ville du Gard.

## Données générales
En 2010, selon l'Insee, l'unité urbaine de Beaucaire est composée de deux communes, Beaucaire, qui est située dans le Gard et Tarascon, située dans les Bouches-du-Rhône. Il s'agit d'une agglomération à la fois interdépartementale et interrégionale, s'étendant sur les régions de l'Occitanie et de Provence-Alpes-Côte d'Azur.
En 2020, l'Insee a procédé à une révision des délimitations des unités urbaines de la France ; celle de Beaucaire reste composée des deux mêmes communes.

## Composition 2020 de l'unité urbaine
L'unité urbaine de Beaucaire selon la nouvelle délimitation de 2020 est la suivante :
| Nom                      | Code Insee | Département      | Statut       | Superficie (km2) | Population (dernière pop. légale) | Densité (hab./km2) | Modifier                                    |
| ------------------------ | ---------- | ---------------- | ------------ | ---------------- | --------------------------------- | ------------------ | ------------------------------------------- |
| Beaucaire (ville-centre) | 30032      | Gard             | ville-centre | 86,52            | 15 695 (2022)                     | 181                | modifier les données · modifier les données |
| Tarascon                 | 13108      | Bouches-du-Rhône | banlieue     | 73,97            | 15 525 (2022)                     | 210                | modifier les données · modifier les données |

## Évolution démographique
Dans la période 1968-2021, l'unité urbaine de Beaucaire affiche une évolution démographique nettement positive malgré la légère baisse constatée entre 1968 et 1975 et elle enregistre depuis 1982 une croissance continue jusqu'à dépasser le cap des 30 000 habitants.
| 1968   | 1975   | 1982   | 1990   | 1999   | 2010   | 2015   | 2021   | 2022   |
| ------ | ------ | ------ | ------ | ------ | ------ | ------ | ------ | ------ |
| 23 324 | 23 194 | 23 575 | 24 226 | 26 416 | 29 243 | 31 150 | 31 103 | 31 220 |